# Gemma Pagès i Pi
Gemma Pagès i Pi és una atleta catalana nascuda a Cassà de la Selva, que practica la prova de salt amb perxa. La seva millor marca és de 3,95 m amb la que va liderar el ranking català de l'any 2004 de la prova.
El 2008 es va retirar de l'atletisme per dedicar-se a la investigació biotecnològica.